# Tasiocera batyle
Tasiocera batyle är en tvåvingeart som beskrevs av Alexander 1957. Tasiocera batyle ingår i släktet Tasiocera och familjen småharkrankar.
Artens utbredningsområde är Réunion. Inga underarter finns listade i Catalogue of Life.